# Anita Krokosz
Anita Marlena Krokosz – polska biofizyk, doktor habilitowany nauk biologicznych.

## Życiorys
W 1992 r. ukończyła studia chemiczne na Uniwersytecie Łódzkim, w  2000 r. obroniła pracę doktorską pt. Zmiany strukturalne błony plazmatycznej erytrocytów człowieka w procesie nabywania radiooporności pod wpływem niskich dawek promieniowania jonizującego, której promotorem była prof. Zofia Szweda-Lewandowska, w 2014 r. habilitowała się na podstawie pracy zatytułowanej Ocena możliwości zastosowania fulerenolu C60(OH)36 i innych hydroksyzwiązków do ochrony przed stresem oksydacyjnym generowanym radiacyjnie i chemicznie. 
Została zatrudniona na Uniwersytecie Łódzkim, oraz jest członkiem Polskiego Towarzystwa Biofizycznego i Polskiego Towarzystwa Badań Radiacyjnych im. Marii Skłodowskiej-Curie.
Należy do Komisji do spraw Stopni Naukowych Dyscypliny – Nauk Biologicznych UŁ.